# أناتولي سكوروكوف
اناتولي سكوروكوف (الروسية: Анато́лий Петро́вич Сухору́ков) (و. 1935 – 2014 م) هو فيزيائي من الاتحاد السوفيتي . ولد في موسكو .

## التعليم
تعلم في جامعة موسكو الحكومية

## جوائز
حصل على جوائز منها:
- Medal "Veteran of Labour"
- Order of Friendship
- Medal "In Commemoration of the 850th Anniversary of Moscow".